# Ochromelinda rosei
Ochromelinda rosei är en tvåvingeart som beskrevs av Zumpt 1956. Ochromelinda rosei ingår i släktet Ochromelinda och familjen spyflugor.
Artens utbredningsområde är Zimbabwe. Inga underarter finns listade i Catalogue of Life.